# Piotrowo Pierwsze
Piotrowo Pierwsze – wieś w Polsce położona w województwie wielkopolskim, w powiecie kościańskim, w gminie Czempiń. Na południe od miejscowości przepływa Kanał Mosiński. Piotrowo Pierwsze leży po zachodniej stronie drogi krajowej nr 5.
Wieś istniała przed 1580 rokiem. Pod koniec XVIII wieku właścicielem byli Koczorowscy. Pod koniec XIX wieku Piotrowo, znane też pod nazwami Piotrów, Pietrowo i Petrowo, liczyło, bez wyróżnienia Piotrowa Pierwszego i Drugiego 22 domostwa i 205 mieszkańców, wszyscy wyznania katolickiego. Majątek liczył wtedy 172 mieszkańców w 10 domostwach, a przeważały w nim grunty orne i lasy. Właścicielem był August von Delhaes. W latach 1975–1998 Piotrowo Pierwsze administracyjnie należało do województwa poznańskiego. W 2011 roku miejscowość liczyła 306 mieszkańców.
W rejestrze zabytków Narodowego Instytutu Dziedzictwa umieszczono park pałacowy z pocz. XIX wieku i aleje lipowe z pocz. XX wieku.
W Piotrowie kończy się znakowany żółty szlak pieszy z leśniczówki Błotkowo przez Kościan.